# Persone di nome Massimiliano
| Questa pagina contiene informazioni ricavate automaticamente dalle voci biografiche con l'ausilio del template Bio e di un bot. L'aggiornamento è periodico e automatico e ricostruisce completamente la pagina. Se manca una persona in questa lista, sei pregato di non aggiungerla, ma accertati piuttosto che la sua voce biografica contenga il template Bio e che i dati anagrafici siano correttamente compilati. Se il template Bio manca, inseriscilo tu stesso o, in alternativa, metti l'avviso {{tmp\|Bio}} che ne segnala la mancanza. Se i dati riportati sono sbagliati, correggi direttamente la voce biografica; le modifiche saranno visibili in questa lista entro pochi giorni. Per chiarimenti vedi il progetto antroponimi. La lista contiene solo le 249 persone che sono citate nell'enciclopedia e per le quali è stato implementato correttamente il template Bio. Pagina aggiornata al 6 ago 2025. |

Questa è una lista di persone presenti nell'enciclopedia che hanno il nome Massimiliano, suddivise per attività principale.

## Allenatori di calcio a 5(3)
- Massimiliano Bellarte, allenatore di calcio a 5 italiano (Ruvo di Puglia, n. 1977)
- Massimiliano Mannino, allenatore di calcio a 5 e ex giocatore di calcio a 5 italiano (Roma, n. 1970)
- Massimiliano Neri, allenatore di calcio a 5 e ex giocatore di calcio a 5 italiano (Rimini, n. 1969)

## Allenatori di pallacanestro(2)
- Massimiliano Menetti, allenatore di pallacanestro italiano (Palmanova, n. 1973)
- Massimiliano Oldoini, allenatore di pallacanestro italiano (La Spezia, n. 1969)

## Allenatori di sci alpino(2)
- Massimiliano Blardone, allenatore di sci alpino e ex sciatore alpino italiano (Domodossola, n. 1979)
- Massimiliano Iezza, allenatore di sci alpino, ex sciatore alpino e ex sciatore freestyle italiano (n. 1974)

## Arbitri di calcio(2)
- Massimiliano Irrati, ex arbitro di calcio italiano (Firenze, n. 1979)
- Massimiliano Saccani, ex arbitro di calcio italiano (Mantova, n. 1967)

## Architetti(2)
- Massimiliano Fuksas, architetto e designer italiano (Roma, n. 1944)
- Massimiliano Locatelli, architetto e designer italiano (Milano, n. 1967)

## Arcivescovi cattolici(3)
- Massimiliano Enrico di Baviera, arcivescovo cattolico tedesco (Monaco di Baviera, n. 1621 - Bonn, † 1688)
- Massimiliano Palombara, arcivescovo cattolico italiano (Roma - Benevento, † 1607)
- Massimiliano d'Austria, arcivescovo cattolico spagnolo (Jaén, n. 1555 - Santiago de Compostela, † 1614)

## Arrangiatori(1)
- Maximilian Rio, arrangiatore e produttore discografico italiano (Savona, n. 1970)

## Artisti(1)
- Massimo Rao, artista italiano (San Salvatore Telesino, n. 1950 - San Venanzo, † 1996)

## Astronomi(1)
- Massimiliano Mannucci, astronomo italiano (Firenze, n. 1970)

## Atleti(1)
- Massimiliano Rota, ex atleta e ex bobbista italiano (Terni, n. 1970)

## Attori(15)
- Massimiliano Amato, attore, regista e sceneggiatore italiano (Roma, n. 1963)
- Massimiliano Benvenuto, attore italiano (Chivasso, n. 1972)
- Massimiliano Buzzanca, attore e conduttore televisivo italiano (Roma, n. 1963)
- Massimiliano Caiazzo, attore italiano (Castellammare di Stabia, n. 1996)
- Max Cavallari, attore, comico e cabarettista italiano (Varese, n. 1963)
- Massimiliano Cutrera, attore e ballerino italiano (Brescia, n. 1970)
- Massimiliano Gallo, attore e regista teatrale italiano (Napoli, n. 1968)
- Massimiliano Loizzi, attore e scrittore italiano (Trani, n. 1977)
- Massimiliano Morra, attore e ex modello italiano (Napoli, n. 1986)
- Massimiliano Pazzaglia, attore italiano (Roma, n. 1962)
- Massimiliano Rossi, attore e regista teatrale italiano (Napoli, n. 1970)
- Max Tortora, attore italiano (Roma, n. 1963)
- Massimiliano Vado, attore, regista teatrale e personaggio televisivo italiano (Savona, n. 1970)
- Massimiliano Varrese, attore e ballerino italiano (Roma, n. 1976)
- Massimiliano Virgilii, attore, doppiatore e direttore del doppiaggio italiano (Roma, n. 1967)

## Avvocati(1)
- Massimiliano Magatti, avvocato e politico svizzero (Lugano, n. 1821 - Lugano, † 1894)

## Bassisti(1)
- Mass Giorgini, bassista e produttore discografico statunitense (Lafayette, n. 1968)

## Calciatori(17)
- Massimiliano Ammendola, ex calciatore italiano (Massa di Somma, n. 1990)
- Massimiliano Benassi, ex calciatore italiano (Trivigliano, n. 1981)
- Massimiliano Benfari, ex calciatore italiano (Firenze, n. 1969)
- Massimiliano Busellato, calciatore italiano (Bassano del Grappa, n. 1993)
- Massimiliano Caputo, ex calciatore italiano (Napoli, n. 1980)
- Massimiliano Carlini, calciatore italiano (Terracina, n. 1986)
- Massimiliano Catena, calciatore italiano (Roma, n. 1969 - Tarsia, † 1992)
- Massimiliano Corrado, ex calciatore italiano (Crotone, n. 1971)
- Massimiliano De Silvestro, ex calciatore italiano (Montagnana, n. 1971)
- Massimiliano Fiondella, calciatore italiano (Gioia Sannitica, n. 1968 - Vernazza, † 2009)
- Massimiliano Fusani, ex calciatore italiano (Aosta, n. 1979)
- Massimiliano Giacobbo, ex calciatore italiano (Cittadella, n. 1974)
- Massimiliano Mangraviti, calciatore italiano (Brescia, n. 1998)
- Massimiliano Rosa, ex calciatore italiano (Venezia, n. 1970)
- Massimiliano Tacchinardi, ex calciatore italiano (Crema, n. 1971)
- Max Tonetto, ex calciatore italiano (Trieste, n. 1974)
- Massimiliano Zandali, calciatore italiano (Milano, n. 1917 - † 1974)

## Cantanti(1)
- Max Cavalera, cantante e chitarrista brasiliano (Belo Horizonte, n. 1969)

## Cantautori(3)
- Massimiliano Cattapani, cantautore e paroliere italiano (Genova, n. 1971)
- Massimiliano D'Ambrosio, cantautore italiano (Roma, n. 1972)
- Massimiliano Larocca, cantautore italiano (Firenze, n. 1976)

## Cestisti(5)
- Massimiliano Aldi, ex cestista italiano (Isola del Giglio, n. 1967)
- Massimiliano Dell'Acqua, cestista svizzero (Lugano, n. 2003)
- Massimiliano Monti, ex cestista italiano (Roma, n. 1975)
- Massimiliano Rizzo, ex cestista italiano (Palermo, n. 1969)
- Massimiliano Romboli, ex cestista italiano (Bologna, n. 1971)

## Chitarristi(1)
- Max Cottafavi, chitarrista italiano (Reggio Emilia, n. 1964)

## Ciclisti su strada(5)
- Massimiliano Gentili, ex ciclista su strada italiano (Foligno, n. 1971)
- Massimiliano Lelli, ex ciclista su strada italiano (Manciano, n. 1967)
- Massimiliano Maisto, ex ciclista su strada italiano (Milano, n. 1980)
- Massimiliano Mori, ex ciclista su strada italiano (San Miniato, n. 1974)
- Massimiliano Napolitano, ex ciclista su strada italiano (Vittoria, n. 1973)

## Comici(3)
- Max Angioni, comico, conduttore televisivo e cabarettista italiano (Como, n. 1990)
- Max Giusti, comico, cabarettista e imitatore italiano (Roma, n. 1968)
- Massimiliano Medda, comico, conduttore televisivo e attore italiano (Cagliari, n. 1964)

## Compositori(4)
- Massimiliano Casacci, compositore, tecnico del suono e produttore discografico italiano (Torino, n. 1963)
- Massimiliano Forza, compositore, contrabbassista e scrittore italiano (Trieste, n. 1966)
- Massimiliano Pani, compositore, arrangiatore e produttore discografico italiano (Milano, n. 1963)
- Massimiliano Quilici, compositore italiano (Lucca, n. 1799 - Lucca, † 1889)

## Conduttori televisivi(1)
- Massimiliano Ossini, conduttore televisivo e scrittore italiano (Napoli, n. 1978)

## Critici d'arte(1)
- Massimiliano Gioni, critico d'arte italiano (Busto Arsizio, n. 1973)

## Cuochi(2)
- Massimiliano Alajmo, cuoco italiano (Padova, n. 1974)
- Max Mariola, cuoco, conduttore televisivo e youtuber italiano (Roma, n. 1969)

## Designer(1)
- Massimiliano Zoggia, designer italiano (Torino, n. 1973)

## Diplomatici(1)
- Massimiliano di Dietrichstein, diplomatico austriaco (Vienna - Mikulov, † 1655)

## Dirigenti d'azienda(2)
- Massimiliano Caputi, dirigente d'azienda italiano (Trieste, n. 1964)
- Massimiliano Ferrigno, dirigente d'azienda e ex calciatore italiano (Gela, n. 1974)

## Dirigenti sportivi(5)
- Massimiliano Cappellini, dirigente sportivo e ex calciatore italiano (Bollate, n. 1971)
- Massimiliano Fanesi, dirigente sportivo e ex calciatore italiano (San Benedetto del Tronto, n. 1972)
- Massimiliano Mirabelli, dirigente sportivo italiano (Rende, n. 1969)
- Massimiliano Scaglia, dirigente sportivo e ex calciatore italiano (Torino, n. 1977)
- Massimiliano Velotto, dirigente sportivo e ex arbitro di calcio italiano (Orbetello, n. 1974)

## Disc jockey(2)
- Doctor Zot, disc jockey e produttore discografico italiano (Candelo)
- Big Fish, disc jockey e produttore discografico italiano (Galliate, n. 1972)

## Doppiatori(3)
- Massimiliano Alto, doppiatore e direttore del doppiaggio italiano (Roma, n. 1973)
- Massimiliano Lotti, doppiatore italiano (Roma, n. 1959)
- Massimiliano Manfredi, doppiatore, direttore del doppiaggio e dialoghista italiano (Roma, n. 1969)

## Drammaturghi(1)
- Massimiliano Perrotta, drammaturgo e poeta italiano (Catania, n. 1974)

## Entomologi(1)
- Massimiliano Spinola, entomologo italiano (Pézenas, n. 1780 - Tassarolo, † 1857)

## Fantini(1)
- Massimiliano Garuglieri, fantino italiano (Siena, n. 1813 - Siena, † 1852)

## Fumettisti(4)
- Massimiliano De Giovanni, fumettista e saggista italiano (Bologna, n. 1970)
- Massimiliano Frezzato, fumettista italiano (Torino, n. 1967 - Torino, † 2024)
- Leomacs, fumettista italiano (Roma, n. 1972)
- Massimiliano Valentini, fumettista italiano (Torino, n. 1973)

## Generali(4)
- Massimiliano Leopoldo di Brunswick-Wolfenbüttel, generale prussiano (Wolfenbüttel, n. 1752 - Francoforte sull'Oder, † 1785)
- Massimiliano del Liechtenstein, generale austriaco (Eisgrub, n. 1578 - Raab)
- Massimiliano Giuseppe d'Austria-Este, generale austriaco (Modena, n. 1782 - Altmünster, † 1863)
- Massimiliano d'Assia-Kassel, generale (Marburgo, n. 1689 - Kassel, † 1753)

## Gesuiti(1)
- Massimiliano Massimo, gesuita italiano (Roma, n. 1849 - Roma, † 1911)

## Giocatori di football americano(2)
- Massimiliano Lecat, ex giocatore di football americano e allenatore di football americano italiano (Palermo, n. 1977)
- Massimiliano Parisi, giocatore di football americano e allenatore di football americano italiano (Catania, n. 1976)

## Giornalisti(4)
- Massimiliano Capitanio, giornalista e politico italiano (Vimercate, n. 1974)
- Massimiliano Castellani, giornalista e scrittore italiano (Spoleto, n. 1969)
- Massimiliano Menichetti, giornalista italiano (Roma, n. 1971)
- Massimiliano Vajro, giornalista e scrittore italiano (Napoli, n. 1930 - Napoli, † 2003)

## Illustratori(1)
- Massimiliano Bertolini, illustratore e fumettista italiano (Milano, n. 1967)

## Imperatori(2)
- Massimiliano I del Messico, imperatore austriaco (Vienna, n. 1832 - Santiago de Querétaro, † 1867)
- Massimiliano I d'Asburgo, imperatore (Wiener Neustadt, n. 1459 - Wels, † 1519)

## Imprenditori(2)
- Massimiliano Benedetti, imprenditore italiano (Rimini, n. 1970)
- Massimiliano Giansanti, imprenditore italiano (Roma, n. 1974)

## Magistrati(1)
- Massimiliano Martinelli, magistrato, notaio e politico italiano (San Giovanni in Persiceto, n. 1816 - Bologna, † 1893)

## Maratoneti(1)
- Massimiliano Ingrami, maratoneta italiano (n. 1971)

## Militari(6)
- Massimiliano Custoza, militare italiano (Roverbella, n. 1897 - Tscherwony, † 1942)
- Massimiliano Erasi, ufficiale e aviatore italiano (Bagni di Lusnizza, n. 1908 - bacino dell'Arsa, † 1945)
- Massimiliano Carlo di Löwenstein-Wertheim-Rochefort, militare austriaco (Rochefort, n. 1656 - Milano, † 1718)
- Massimiliano Randino, militare italiano (Pagani, n. 1977 - Kabul, † 2009)
- Massimiliano Giuseppe di Thurn und Taxis, militare tedesco (Ratisbona, n. 1769 - Praga, † 1831)
- Massimiliano di Salm-Salm, militare tedesco (Castello di Anholt, n. 1732 - Anversa, † 1773)

## Nobili(16)
- Massimiliano d'Asburgo-Lorena, nobile (Vienna, n. 1756 - Castello di Hetzendorf, † 1801)
- Massimiliano di Baden, nobile tedesco (Salem, n. 1933 - Salem, † 2022)
- Massimiliano Gonzaga, nobile italiano (Luzzara, n. 1513 - Luzzara, † 1578)
- Massimiliano Eugenio d'Asburgo-Lorena, nobile austriaco (Vienna, n. 1895 - Nizza, † 1952)
- Massimiliano I di Baviera, nobile tedesco (Monaco di Baviera, n. 1573 - Ingolstadt, † 1651)
- Massimiliano II Emanuele di Baviera, nobile (Monaco di Baviera, n. 1662 - Monaco di Baviera, † 1726)
- Massimiliano III d'Austria, nobile austriaco (Wiener Neustadt, n. 1558 - Vienna, † 1618)
- Massimiliano Camillo VIII Massimo, I principe di Arsoli, nobile italiano (Roma, n. 1770 - Roma, † 1840)
- Massimiliano Savelli Palombara, nobile, alchimista e poeta italiano (Roma, n. 1614 - Roma, † 1685)
- Massimiliano Stampa, nobile italiano (Milano, n. 1494 - Milano, † 1552)
- Massimiliano IX Giovanni Stampa, nobile e patriota italiano (Milano, n. 1825 - Milano, † 1876)
- Massimiliano II Stampa, nobile, religioso e scrittore italiano (Milano, n. 1546 - Algeri, † 1601)
- Massimiliano di Waldburg-Zeil, nobile (Monaco di Baviera, n. 1750 - Zeil, † 1818)
- Massimiliano Giuseppe di Fürstenberg-Heiligenberg, nobile tedesco (n. 1651 - Philippsburg, † 1676)
- Massimiliano Antonio di Thurn und Taxis, nobile tedesco (Ratisbona, n. 1831 - Ratisbona, † 1867)
- Massimiliano Giuseppe in Baviera, nobile tedesco (Bamberga, n. 1808 - Monaco di Baviera, † 1888)

## Nuotatori(3)
- Massimiliano Cagelli, ex nuotatore italiano (Novara, n. 1970)
- Massimiliano Eroli, ex nuotatore italiano (Roma, n. 1976)
- Massimiliano Parla, nuotatore italiano (n. 1976)

## Organisti(1)
- Massimiliano Neri, organista e compositore tedesco (Bonn - Bonn)

## Pallanuotisti(2)
- Massimiliano Ferretti, ex pallanuotista e allenatore di pallanuoto italiano (Roma, n. 1966)
- Massimiliano Migliaccio, pallanuotista italiano (Napoli, n. 1989)

## Pallavolisti(3)
- Massimiliano Di Franco, pallavolista italiano (San Cataldo, n. 1978)
- Massimiliano Prandi, ex pallavolista italiano (Padova, n. 1989)
- Massimiliano Russo, pallavolista italiano (Torino, n. 1976)

## Patologi(1)
- Massimiliano Aloisi, patologo e biologo italiano (Firenze, n. 1907 - Roma, † 1999)

## Pattinatori di velocità in-line(1)
- Massimiliano Presti, ex pattinatore di velocità in-line italiano (Catania, n. 1975)

## Personaggi televisivi(1)
- Massimiliano Rosolino, personaggio televisivo e ex nuotatore italiano (Napoli, n. 1978)

## Pianisti(2)
- Massimiliano Damerini, pianista e compositore italiano (Genova, n. 1951 - Genova, † 2023)
- Massimiliano Ferrati, pianista italiano (Adria, n. 1970)

## Piloti automobilistici(2)
- Massimiliano Angelelli, pilota automobilistico italiano (Bologna, n. 1966)
- Max Papis, pilota automobilistico italiano (Como, n. 1969)

## Piloti motociclistici(3)
- Max Biaggi, pilota motociclistico e dirigente sportivo italiano (Roma, n. 1971)
- Max Sabbatani, pilota motociclistico italiano (Forlì, n. 1975)
- Max Verderosa, pilota motociclistico italiano (Torino, n. 1971)

## Pittori(3)
- Massimiliano Gallelli, pittore italiano (Cremona, n. 1863 - Sanremo, † 1956)
- Massimiliano Pironti, pittore italiano (Colleferro, n. 1981)
- Massimiliano Soldani Benzi, pittore, scultore e medaglista italiano (Montevarchi, n. 1656 - Montevarchi, † 1740)

## Politici(14)
- Massimiliano Bernini, politico italiano (Viterbo, n. 1975)
- Massimiliano Cencelli, politico italiano (Roma, n. 1936)
- Massimiliano De Seneen, politico italiano (Bologna, n. 1950)
- Massimiliano De Toma, politico italiano (Roma, n. 1965)
- Massimiliano Fachini, politico e terrorista italiano (Tirana, n. 1942 - Grisignano di Zocco, † 2000)
- Massimiliano Fedriga, politico italiano (Verona, n. 1980)
- Massimiliano Iervolino, politico italiano (Salerno, n. 1975)
- Massimiliano Manfredi, politico italiano (San Paolo Bel Sito, n. 1973)
- Massimiliano di Béthune, politico francese (Rosny-sur-Seine, n. 1559 - Villebon, † 1641)
- Massimiliano Panizzut, politico italiano (Milano, n. 1968)
- Massimiliano Romeo, politico italiano (Monza, n. 1971)
- Massimiliano Salini, politico italiano (Soresina, n. 1973)
- Massimiliano Sanna, politico italiano (Oristano, n. 1970)
- Massimiliano Smeriglio, politico e scrittore italiano (Roma, n. 1966)

## Presbiteri(2)
- Massimiliano Maria Kolbe, presbitero e francescano polacco (Zduńska Wola, n. 1894 - Auschwitz, † 1941)
- Massimiliano Lodron, presbitero italiano (n. 1727 - † 1796)

## Principi(9)
- Massimiliano del Liechtenstein, principe e banchiere liechtensteinese (San Gallo, n. 1969)
- Massimiliano del Liechtenstein, principe austriaco (Wilfersdorf, n. 1641 - Český Krumlov, † 1709)
- Massimiliano Maria di Thurn und Taxis, principe (Dischingen, n. 1862 - Ratisbona, † 1885)
- Massimiliano Carlo di Thurn und Taxis, principe (Ratisbona, n. 1802 - Ratisbona, † 1871)
- Massimiliano III di Baviera, principe (Monaco di Baviera, n. 1727 - Monaco di Baviera, † 1777)
- Massimiliano Filippo Girolamo di Baviera, principe tedesco (Monaco di Baviera, n. 1638 - Türkheim, † 1705)
- Massimiliano Guglielmo di Brunswick-Lüneburg, principe e militare tedesco (Bad Iburg, n. 1666 - Vienna, † 1726)
- Massimiliano di Hohenzollern-Sigmaringen, principe (Monaco di Baviera, n. 1636 - Sigmaringen, † 1689)
- Massimiliano di Sassonia, principe (Dresda, n. 1759 - Dresda, † 1838)

## Produttori cinematografici(2)
- Massimiliano Caroletti, produttore cinematografico italiano (Roma, n. 1970)
- Massimiliano Di Lodovico, produttore cinematografico e imprenditore italiano (Roma, n. 1978)

## Produttori televisivi(1)
- Massimiliano La Pegna, produttore televisivo e produttore cinematografico italiano (Roma, n. 1964)

## Pugili(1)
- Massimiliano Duran, ex pugile italiano (Ferrara, n. 1963)

## Rapper(3)
- Principe, rapper italiano (Torino, n. 1975)
- Tormento, rapper e produttore discografico italiano (Reggio Calabria, n. 1975)
- Nerone, rapper italiano (Roma, n. 1991)

## Registi(4)
- Massimiliano Finazzer Flory, regista e attore italiano (Monfalcone, n. 1964)
- Maki Gherzi, regista italiano (Monfalcone, n. 1972)
- Massimiliano Papi, regista italiano (Napoli, n. 1967)
- Milo Vallone, regista e attore italiano (Pescara, n. 1973)

## Registi teatrali(1)
- Massimiliano Civica, regista teatrale e direttore artistico italiano (Rieti, n. 1974)

## Rugbisti a 15(3)
- Massimiliano Capuzzoni, rugbista a 15 italiano (Milano, n. 1969 - Taormina, † 1995)
- Massimiliano Perziano, ex rugbista a 15 italiano (Treviso, n. 1973)
- Massimiliano Ravalle, rugbista a 15 italiano (Catania, n. 1988)

## Saggisti(1)
- Massimiliano Chiamenti, saggista, traduttore e poeta italiano (Firenze, n. 1967 - Bologna, † 2011)

## Sassofonisti(1)
- Massimiliano Milesi, sassofonista e compositore italiano (Bergamo, n. 1983)

## Sceneggiatori(1)
- Massimiliano Bruno, sceneggiatore, attore e drammaturgo italiano (Roma, n. 1970)

## Schermidori(1)
- Massimiliano Murolo, schermidore italiano (Napoli, n. 1988)

## Sciatori alpini(1)
- Massimiliano Valcareggi, ex sciatore alpino greco (Trieste, n. 1995)

## Scrittori(8)
- Massimiliano Angelelli, scrittore italiano (Bologna, n. 1775 - Bologna, † 1853)
- Massimiliano Colombo, scrittore italiano (Bergamo, n. 1966)
- Massimiliano Giri, scrittore sammarinese (San Marino, n. 1977)
- Massimiliano Governi, scrittore, curatore editoriale e sceneggiatore italiano (Roma, n. 1962)
- Massimiliano Palmese, scrittore, poeta e drammaturgo italiano (Napoli, n. 1966)
- Massimiliano Parente, scrittore italiano (Grosseto, n. 1970)
- Massimiliano Santarossa, scrittore e editore italiano (Pordenone, n. 1974)
- Massimiliano Virgilio, scrittore italiano (Napoli, n. 1979)

## Stilisti(1)
- Massimiliano Giornetti, stilista e designer italiano (Carrara, n. 1971)

## Storici(1)
- Massimiliano Pavan, storico italiano (Venezia, n. 1920 - Padova, † 1991)

## Tennisti(1)
- Massimiliano Narducci, ex tennista italiano (Ascoli Piceno, n. 1964)

## Tuffatori(1)
- Massimiliano Mazzucchi, ex tuffatore italiano (Roma, n. 1980)

## Velisti(1)
- Massimiliano Sirena, velista italiano (Rimini, n. 1971)

## Velocisti(3)
- Massimiliano Dentali, velocista italiano (n. 1980)
- Massimiliano Donati, velocista italiano (Rieti, n. 1979)
- Massimiliano Ferraro, velocista italiano (Napoli, n. 1991)

## Vescovi(1)
- Massimiliano di Celeia, vescovo e santo romano (Celeia - † 288)

## Vescovi cattolici(2)
- Massimiliano Doria, vescovo cattolico italiano (Noli, † 1572)
- Massimiliano Palinuro, vescovo cattolico e missionario italiano (Ariano Irpino, n. 1974)

## Violinisti(1)
- Massimiliano Noceti, violinista e direttore d'orchestra italiano (La Spezia, n. 1838 - Casale Monferrato, † 1872)

## Senza attività specificata(6)
- Massimiliano di Tebessa, romano (n. 274 - Tébessa, † 295)
- Massimiliano II d'Asburgo (Vienna, n. 1527 - Ratisbona, † 1576)
- Massimiliano di Leuchtenberg, duca (Monaco di Baviera, n. 1817 - San Pietroburgo, † 1852)
- Massimiliano Mondello, pongista italiano (Vibo Valentia, n. 1975)
- Massimiliano Enrico di Wied-Runkel, conte (Runkel, n. 1681 - Stoccarda, † 1706)
- Massimiliano Emanuele di Baviera, duca (Monaco di Baviera, n. 1849 - Feldafing, † 1893)